# 니시아시카지마역
니시아시카지마역(일본어: 西海鹿島駅, にしあしかじまえき)은 일본 지바현 조시시에 있는 조시 전기 철도선의 역이다.

## 역 구조
단선 승강장 1면 1선의 지상역으로 무인역이다. 청량 음료 자판기가 있고, 화장실은 없다

## 역 주변
양배추 밭과 민가가 주변에 있다.
- 조시 시 시민 센터

## 역사
주변 주민의 요청에 의한 개통한 조시 전기 철도선에서는 가장 새로운 역이다.
- 1970년 3월 1일: 개업.
- 2009년 12월: 이요 철도 2000형・쿠하 2500형의 운행 대응으로 상하행선의 조시 방향 승강장의 연장.

## 인접역
| 조시 전기 철도 ■ 조시 전기 철도선 | 조시 전기 철도 ■ 조시 전기 철도선 | 조시 전기 철도 ■ 조시 전기 철도선 |
| --------------------------------- | --------------------------------- | --------------------------------- |
| 가사가미쿠로하에 조시 방면        |                                   | 아시카지마 도카와 방면            |